# ウォーターズコーポレーション
ウォーターズコーポレーション (Waters Corporation)はアメリカ合衆国マサチューセッツ州ミルフォードに本社を置く分析機器のメーカー。
設立は1958年。マサチューセッツ州のミルフォードとタウントン、アイルランドのウェックスフォード、シンガポール、イギリスのマンチェスターに製造施設を有するグローバル企業である。
日本拠点として1974年に日本ウォーターズの営業を開始。東京都品川区北品川に本社を構え、大阪支社および数箇所のショールームを所有し、日本でも幅広い分野の顧客に対してソリューションを提供している。
最近、注目を集めているデータ完全性（データインテグリティ）に特化した、ラボラトリーデータ管理システム・電子実験ノート「NuGenesis」を、2017年11月現在で国内39社、主に製薬会社のQCとCMC部門へ導入している。